# Turkije op de Olympische Winterspelen 2006
Tijdens de Olympische Winterspelen van 2006 die in Turijn werden gehouden nam Turkije voor de veertiende keer deel aan de Winterspelen.
Er namen zes deelnemers, drie mannen en drie vrouwen, uit Turkije deel aan deze editie, drie kwamen uit bij het langlaufen, twee bij het alpineskiën en één bij het kunstrijden. Er werden geen medailles behaald.

## Deelnemers
| Sport               | Naam                 | Discipline                                                                                                   | Klassering            | Resultaten                                                        |
| ------------------- | -------------------- | --- | --------------------- | ----------------------------------------------------------------- |
| Alpineskiën mannen  | Hamit Şare           | Reuzenslalom Slalom                                                                                          | - 40e                 | 1e run 1.52,3, 2e run niet gestart 1e run 1.07,57, 2e run 1.01,56 |
| Alpineskiën vrouwen | Duygu Ulusoy         | Reuzenslalom Slalom                                                                                          | 37e -                 | 1e run 1.11,43, 2e run 1.19,38 1e run dnf                         |
| Langlaufen mannen   | Muhammet Kızılarslan | 1,5 km sprint 15 km klassiek Team sprint                                                                     | 64e 75e 12e           | 2.28,94 45.06,8 19.46,5                                           |
| Langlaufen mannen   | Sebahattin Oğlago    | 1,5 km sprint 15 km klassiek 30 km achtervolging 30 km vrije stijl, massastart 50 km vrije stijl Team sprint | 67e 56e 66e 49e - 12e | 2.31,10 42.18,9 1:28.03,8 1:34.07,2 dnf 19.46,5                   |
| Langlaufen vrouwen  | Kelime Aydın         | 10 km klassiek 15 km achtervolging                                                                           | - -                   | ? dnf                                                             |
| Kunstschaatsen      | Tuğba Karademir      | Vrouwen | 21e                   | 123.64 pnt., korte kür 44.20, lange kür 79.44                     |

Albanië · Algerije · Amerikaanse Maagdeneilanden · Andorra · Argentinië · Armenië · Australië · Azerbeidzjan · België · Bermuda · Bosnië en Herzegovina · Brazilië · Bulgarije · Canada · Chili · China · Chinees Taipei · Costa Rica · Cyprus · Denemarken · Duitsland · Estland · Ethiopië · Finland · Frankrijk · Georgië · Griekenland · Groot-Brittannië · Hongarije · Hongkong · Ierland · IJsland · India · Iran · Israël · Italië · Japan · Kazachstan · Kenia · Kirgizië · Kroatië · Letland · Libanon · Liechtenstein · Litouwen · Luxemburg · Macedonië · Madagaskar · Moldavië · Monaco · Mongolië · Nederland · Nepal · Nieuw-Zeeland · Noord-Korea · Noorwegen · Oekraïne · Oezbekistan · Oostenrijk · Polen · Portugal · Roemenië · Rusland · San Marino · Senegal · Servië en Montenegro · Slovenië · Slowakije · Spanje · Tadzjikistan · Thailand · Tsjechië · Turkije · Venezuela · Verenigde Staten · Wit-Rusland · Zuid-Afrika · Zuid-Korea · Zweden · Zwitserland